# Massilia Sound System
Massilia Sound System es un grupo de música reggae francés creado en Marsella en 1984. Su nombre es la combinación de Marsella en latín (Massilia) con sound system, término musical propio de Jamaica.
Es conocido, desde su creación, por haber creado una versión provenzal del reggae jamaicano, tratando temas de su ciudad de origen, con letras en occitano y habituales referencias al folklore regional. Posteriormente, se han ido abriendo a nuevos sonidos como los sonidos indios, electrónicos, drum 'n' bass, y más recientemente al rock.
Los inicios de la banda, dentro de la escena underground marsellesa no fueron sencillos ante la falta de apoyo de las discográficas lo que les llevó a fundar, en 1989, Ròker Promoción para comercializar sus producciones. De la misma se beneficiaron otros grupos como Fabulous Trobadors o también IAM.
El 18 de julio de 2008, Lux B, figura emblemática del grupo desde 1993, falleció víctima de un cáncer.

## Discografía
- 1992: Parla Patois.[1]
- 1993: Chourmo.[1]
- 1995: Commando Fada.[1]
- 1997: Aïollywood.[1]
- 2001: 3968 CR 13.[1]
- 2002: Occitanista.[1]
- 2007: Òai e Libertat.[1]
- 2014: Massilia.
- 2021: Sale Caractère.